# Inspector Gadget
L'Inspector Gadget és una sèrie de televisió de dibuixos animats sobre un detectiu maldestre i despistat, l'Inspector Gadget, que és a més un cyborg equipat amb diversos gadgets (artefactes) col·locats per tot el seu cos. El seu principal enemic és el Dr. Gang, líder de la malvada organització MAD.
La sèrie estava produïda per DiC Entertainment i va durar de 1983 a 1986.
La sèrie va ser una coproducció de França, Canadà i Estats Units, per la qual cosa es va doblar originalment en anglès i francès. A la versió en llengua catalana els personatges reben el mateix nom que a la francesa.

## Personatges
- Inspector Gadget: Protagonista de la sèrie, una mena de policia-ciborg no gaire ben dotat intel·lectualment i prou maldestre. No obstant això, resol sempre els seus casos per pura xamba i amb la inestimable ajuda del seu gos i la seva neboda, amb qui conviu.
- Sophie (Penny): És la neboda d'en Gadget, una nena molt intel·ligent per la seva edat. Acompanya el seu oncle a les seves missions pel món sense que se n'assabenti, i és ella qui descobreix i desbarata els plans dels malfactors en la majoria dels casos.[2]
- Sultà (Brain/Finot): Gos groc de raça desconeguda, també molt intel·ligent. Sol caminar a dues potes. També acompanya en Gadget a les seves missions pel món sense que se n'assabenti, normalment amb la missió de disfressar-se i vetllar pel seu benestar mentre la Sophie realitza la seva investigació. Hi està constantment comunicat gràcies a un dispositiu inclòs al seu collaret, que es comunica amb altre dispositiu que hi ha al rellotge de polsera de la Sophie.
- Cap Quimby/Gotier/Gontier: Comissari de policia i superior d'en Gadget, i l'encarregat de comunicar-li la seva pròxima missió; a causa d'això es camufla i lliura missatges que s'autodestruïxen (gairebé sempre a la seva cara) amb la finalitat d'evitar als espies.
- Dr. Claw/Gang/Gang: El dolent de la sèrie. Cada episodi tracta de cometre alguna malifeta que sempre acaba desbaratada per Gadget (o més aviat, pels seus acompanyants). Cap al final de la sèrie la majoria d'aquests plans passen a ser la mateixa eliminació de Gadget per un o altre mitjà (entre els quals s'inclou viatjar al passat amb l'ajuda d'una màquina del temps i tractar de liquidar els avantpassats de l'inspector. Mai arriba a veure's el seu rostre ni més extensió del seu cos que un o dos dels seus braços (en molt rares ocasions se li han pogut veure les cames). Apareix sempre en alguna base secreta des de la qual dirigeix les seves operacions, assegut en una butaca amb les sigles de la seva poderosa organització criminal, MAD, i de la qual ha de fugir amb freqüència en un cotxe convertible similar al de Gadget, quan aquest la destruïx. L'acompanya sempre la seva inseparable mascota MADgat.
- Madcat/Madchat/Madgat: El gat obès de Gang, al costat del qual es pot veure sempre. No té veu, només riu quan Gang ho fa.
- Capaman/Capman: És l'ajudant de Gadget (a partir de la 2a temporada). És maldestre i creu que sap volar, però sempre s'acaba donant un cop contra el terra, té ulleres i dues taujanes de dent molt vistoses, ja que sembla que parla com un talp.

En la primera temporada, pràcticament cada episodi presentava algun superdolent que obstaculitza al servei de Gang para cometre un crim basat en les seves habilitats especials. Normalment eren arrestats al final de l'episodi i no tornaven a aparèixer en la sèrie.

## Doblatges

### Doblatge català
- Jordi Estadella: Inspector Gadget[3]
- Jordi Brau: Inspector Gadget (substitució)
- Nuria Mediavilla: Sophie[4]
- Pepe Mediavilla: Dr. Gang[4]
- Adrià Frias: Cap Gontier
- Jordi Vila: cançó d'obertura[5]

### Veus en francès
- Luc Durand: Gadget
- Victor Désy i Georges Atlas (2a temporada): Dr. Gang
- Patricia Danot i Barbara Tissier (2a temporada): Sophie
- Bernard Carez i Roger Lumont (2a temporada): Cap Gontier

### Veus en anglès
- Don Adams: Inspector Gadget
- Cree Summer: Sophie
- Frank Welker: Dr. Gang, Brain, Madgato
- Maurice Lamarche: Cap Gontier

## Argument
L'inspector Gadget és en aparença un empleat de policia de Metròpolis, on tenen lloc la majoria dels episodis. No obstant això, les seves missions de vegades li duen a algun lloc exòtic, generalment sense donar cap explicació de com un crim comès en l'altra punta de la Terra pot tenir interès per a la policia de Metròpolis.
Amb alguna rara excepció, els episodis de l'Inspector Gadget seguien un argument estàndard amb alguna petita variació:
- Gadget, Sophie i Sultà estan realitzant alguna activitat familiar que és interrompuda pel comissari Gotier mitjançant una trucada al Gadgetotelèfon. El comissari apareix més tard amb alguna disfressa estranya—bombona de butà, llegidora de cartes gitana o fins i tot una gàrgola de can Gadget--. Gotier lliura a Gadget una nota que s'autodestruïx. Mentre llegix la carta els ulls de Gadget es mouen d'un costat a un altre i es pot sentir el so d'una màquina d'escriure. L'última línia del missatge és sempre "Aquest missatge s'autodestruirà", una paròdia dels missatges gravats de la sèrie Mission: Impossible. Gadget llavors diu la seva frase recurrent: "No es preocupi cap, sempre compleixo amb el meu deure" abans d'arrugar el paper i llançar-lo inintencionadament darrere del comissari Gotier i s'allunya del lloc en total ignorància del fet. El missatge esclata pocs segons després a la cara del comissari, el qual es pregunta alguna cosa com: "Per què suporto això?"
- El Dr. Gang sempre està visualitzant d'alguna manera aquest esdeveniment a l'ordinador de l'escriptori o del seu cotxe i introdueix el seu pla i generalment un nou superdolent als telespectadors. Aquests plans gairebé sempre inclouen eliminar a Gadget i fer un robatori d'un objecte valuós. Gadget comença la seva missió aliè al que succeeix al seu voltant, gairebé sempre confonent als agents enemics amb aliats profitosos i viceversa.[6]
- Sophie envia a Sultà per assegurar-se que Gadget no en surt accidentat. Sultà fa ús de diversos vestits (encara que mai s'explica com els aconsegueix) i interacciona amb Gadget, qui mai el reconeix. Gadget generalment sol considerar a Sultà disfressat com el principal sospitós. Quan intervé per a salvar a Gadget dels agents de MAD, Sultà sovint en surt perjudicat (juntament amb els mateixos agents) en lloc de Gadget. Gadget en general no es fa gaire mal i quan se'n fa és per la seva pròpia culpa. Fins i tot quan Gadget cau en els paranys dels agents de MAD aconsegueix escapar gràcies als seus gadgets.
- Sophie investiga el crim i en general és l'única en resoldre'l gràcies al Llibre Ordinador. Amb ell pot burlar els controls de qualsevol cosa electrònica. També pot de vegades controlar els vehicles dels agents de MAD i obligar-los a estavellar-se. De vegades, també utilitza el llibre per a sobrecarregar les màquines de Gang i fer-les explotar. En aquest moment, l'Inspector Gadget resol el cas inintencionadament sense adonar-se. De vegades Sophie és capturada pels enemics i Sultà ha d'anar a rescatar-la. Algunes vegades Sophie pot escapar pel seu compte si els agents de MAD no fan bé el seu treball o són distrets per alguna cosa. Altres vegades, escapa amb l'ajuda del Llibre Ordinador.
- Poc després de resoldre el cas, Sophie crida al comissari Gontier a l'escena del crim.
- L'inspector Gadget invariablement rep el reconeixement per l'èxit de la missió i tot el món creu que ha resolt el cas pel seu compte. El comissari Gotier el felicita. Ningú sospita mai que en realitat Sultà i Sophie van fer tot el treball. Normalment apareixen sense que Gadget sàpiga com han arribat fins allí, però s'alegra de veure'ls. Com en altres dibuixos animats l'episodi acaba generalment amb tots els personatges rient per alguna cosa.
- Després d'això, es pot veure a Gang escapar-se en algun tipus de cotxe, avió o submarí avançat i dient la seva frase recurrent "Ho aconseguiré la propera vegada, Gadget! La propera vegada!!"
- Igual que en altres dibuixos animats dels anys 80 de DiC Entertainment, l'última escena de l'Inspector Gadget és algun consell de seguretat, generalment relacionat amb l'episodi.

## Els gadgets de l'Inspector Gadget
Els gadgets (artefactes) de l'Inspector eren l'aspecte més original de la sèrie i encara que eren fonamentals per al personatge, rares vegades l'ajudaven realment a resoldre algun cas. L'Inspector podia activar aquests gadgets cridant-los pel seu nom "Endavant gadgetobraços", (per exemple). Sovint l'artefacte funcionava incorrectament o hi sortia un d'erroni. Quan això succeeix Gadget murmura que necessita desesperadament arreglar-los, però aparentment mai ho fa. Alguns dels gadgets s'activen per reflex en comptes de per nomenar-los, però això és rar.
L'Inspector sembla tenir un repertori infinit de gadgets repartits per tot el seu cos, però hi ha diversos que apareixen regularment.

### Llista de gadgets de l'Inspector Gadget
- Gadgetoescafandre: Una màscara que li surt del barret, amb bombona d'oxigen, per a sobreviure en l'espai, sota l'aigua o en llocs on hi ha exparcido un gas tòxic.
- Gadgetoprismàtics: Uns prismàtics que surten per sota del seu barret i es col·loquen sobre els seus ulls.
- Gadgetoclau anglesa: una mà amb una clau anglesa que li surt del barret.
- Gadgetoparaigua: Una mà amb un paraigua que li surt del barret. Pot usar-se com a paracaigudes. Sovint el paraigua es dona la volta fent-li caure més ràpidament.
- Gadgetogabardina: Una gavardina que s'infla quan estreny d'un dels seus botons i li permet surar en l'aire o l'aigua.

Normalment es desinfla per punxar-se fent-li saltar per l'aire i s'infla quan cau de gran altura.
- Gadgetocòpter: Unes hèlixs d'helicòpter que li surten del barret permetent-li volar.
- Gadgetomanilles: Unes manilles que li surten de l'avantbraç.
- Gadgetoserra: una serra mecànica circular que li surt del barret, per a tallar qualsevol cosa.
- Gadgetorelles: Uns cons de metall al voltant de les seves orelles que li permeten escoltar millor.
- Gadgetomà: Una mà auxiliar que li surt del barret. De vegades té ment pròpia, en un episodi la mà utilitza un dit punxegut per a evitar que Gadget compri menjar en mal estat.
- Gadgetocàmera: Dues mans amb una càmera de fotos que li surten del barret.
- Gadgetoobrellaunes: Un obrellaunes que li surt del barret.
- Gadgetoventilador: Un ventilador motoritzat que li surt del barret, per a refrigerar-se o evitar gasos.
- Gadtetoprojector: Una llum de posició.
- Gadgetollaç: El seu corbata convertint-se en un llaç.
- Gadgetocoll/braços/cames: El seu coll, mans i cames podien allargar-se a gran longitud.
- Gadgetoimant: Imants que surten de la sola de les seves sabates. Sovint els imants acaben per enganxar-se a qualsevol objecte magnètic. De vegades són útils per a evitar ensopegar en superfícies relliscoses.
- Gadgetomà: Un mall de fusta sostingut per una mà mecànica que li surt del barret. Normalment sol danyar a la persona equivocada, incloent al mateix Gadget.
- Gadgetofon: Un telèfon col·locat en la seva mà. L'antena surt d'un dit i l'altaveu i auricular dels altres. És un dels pocs artefactes que no necessita ser activat per la veu. A més té també un telèfon normal en el barret.
- Gadgetoparacaigudes: Un paracaigudes relativament petit i vermell. Probablement usat només en un episodi en el qual Gadget cau després d'usar aquest accessori en una granja, fent que un toro l'ataqui en veure el color vermell del paracaigudes.
- Gadgetosirena: Una sirena de policia que se li surt del barret.
- Gadgetopatins: Uns patins que surten de la sola de les seves sabates. Més endavant en la sèrie, Gadget va intentar modificar-los instal·lant-los coets per exemple. Solien fallar encara més que la resta dels artefactes.
- Gadgetoesquís: Esquís que apareixien de la sola de les seves sabates.
- Gadgetovela: Una pal amb una vela groga que li sortia del barret. Usada per a impulsar-se per la neu o per l'aigua, al costat dels Gadgetoesquís.
- Gadgetomolla: Una molla que li sortia del barret i el feia rebotar quan queia de cap a terra.
- Gadgets de mà: Hi ha diversos artefactes col·locats en els dits de les seves mans, per a usar-los havia d'estirar del final dels seus dits. Entre ells s'inclouen: una llanterna, una clau mestra, un làser, una ploma estilogràfica, un tornavís, una broca, un llevataps, una pistola d'aigua i un xiulet.

### Gadgetomòbil
Igual que el seu cos, el cotxe de l'Inspector també està replet d'un nombre aparentment il·limitat d'artefactes. Té tots els clixés corresponents a vehicles ficticis de lluita contra el crim (com el Batmòbil, el Cotxe Fantàstic o el cotxe de James Bond, per exemple), incloent una cortina de fum, capacitat de deixar un rastre de xinxetes per a esmunyir-se de cotxes perseguidores o un cabrestant a la part davantera. També té funcions més especialitzades com la d'augmentar la longitud de les seves rodes (de forma semblant als braços i cames d'en Gadget) i transformar-se en un altre vehicle, la Gadgetocaravana, fins i tot estant en moviment.
És a més pràcticament invulnerable. Hi ha hagut ocasions en les quals s'ha vist embolicat en grans col·lisions o caigudes des de grans altures i ha romàs pràcticament intacte.
- Gadgetorodes: Les rodes poden estendre's, com el coll, braços i cames de l'inspector.
- Gadgetocabrestant: Un cabrestant en la part davantera, per a agafar vehicles enemics.
- Gadgetopistola de cola: Una pistola que deixa cola industrial a l'asfalt, per a deixar enganxats els pneumàtics del vehicle perseguidor.
- Gadgetolàser: Un potent làser que surt de la part frontal, per a tallar coses.
- Gadgetoseients: Seients ejectables, per a posar fora de perill als ocupants.
- Gadgetogas del riure: Un gas que expulsa pel maleter que provoca un atac de riure a aquell que l'olora.
- Gadgetocoets: Uns coets que surten de la part del darrere, per a atacar el vehicle perseguidor o demanar ajuda.

## MAD
MAD és una organització el principal objectiu de la qual és cometre crims i causar estralls. Dirigida pel misteriós Dr. Gang, MAD sembla tenir nombrosos agents treballant per a ella, però només sis o set es repeteixen al llarg de la sèrie i només dues són nomenats: Knuckles i el Dr. Noodleman. MAD és una òbvia paròdia d'altres organitzacions malignes fictícies com SPECTRE, amb els seus megalòmans plans de conquesta del món vist entre altres llocs en les pel·lícules de James Bond. Alguns fans han notat que en alguna peça de marxandatge apareix com un acrònim de "Mean and Dirty" ("Dolent i Brut"), encara que cap esment a això apareix en la sèrie i no es considera canònic. En el doblatge a l'espanyol distribuït en Mèxic i Llatinoamèrica s'esmenta en diversos capítols que el significat de MAD és "Mafiosos Associats i Delinqüents".

## Curiositats
- Abans de crear l'Inspector Gadget, Andy Heyward havia estat l'escriptor de Dynomutt, el gos meravella. En aquesta sèrie el protagonista també era un ciborg, amb la diferència que a més era un gos.
- AL mateix que aquesta sèrie, DiC Entertainment estava fent una adaptació a sèrie de dibuixos dels còmics de Isidoro pel que és possible veure alguns cameos en els quals es creuen personatges d'ambdues sèries. Per exemple, en un episodi d'Isidoro els protagonistes estan un programa cridat Inspector Gadget sobre gel on es pot veure a l'inspector fent patinatge artístic. En un episodi de l'Inspector Gadget es pot veure a través de la finestreta del gadgetomòbil a diversos personatges d'Isidoro menjant en una galleda d'escombraries.
- L'inspector Gadget era esmentat sovint en els segments d'acció real del Super Mario Bros. Super Show. En un dels episodis va aparèixer Maurice Lamarche encarnant el paper de Gadget. Després el doblaria en altres sèries basades en el personatge.
- La cançó inicial, doblada al català per Jordi Vila, està inspirada en la melodia principal de l'obra d'Edvard Grieg "In The Hall Of The Mountain King".[5]

## Llista d'episodis

### Primera temporada
- 01 - Esports d'hivern
- 02 - El monstre del llac Ness
- 03 - L'Inspector Gadget al camp
- 04 - El Circ
- 05 - L'Amazones
- 06 - El balneari
- 07 - El creuer
- 08 - El castell encantat
- 09 - El gran premi automobilístic
- 10 - El robí
- 11 - En Gadget, estrella del rock
- 12 - No és or tot el que llueix
- 13 - En Gadget a Hollywood
- 14 - El parc d'atraccions
- 15 - La galeria d'art
- 16 - En Gadget a Hawaii
- 17 - La invasió
- 18 - El congrés de la Interpol
- 19 - La maledicció del faraó
- 20 - La trampa del Dr. Gang
- 21 - En Gadget dalt del tren
- 22 - L'illa de la son
- 23 - En Gadget en atur
- 24 - En Mà Verda
- 25 - En Gadget se'n va a l'Oest
- 26 - Compte enrere
- 27 - El safari fotogràfic
- 28 - El rellotge de cucut
- 29 - El triangle de les Bermudes
- 30 - La connexió japonesa
- 31 - En Gadget al país de les mil i una nits
- 32 - El fantasma de la mina
- 33 - En Gadget a Holanda
- 34 - Terratrèmols
- 35 - L'ull del drac
- 36 - Agent doble
- 37 - Un dia a l'òpera
- 38 - Vint mil llegües de viatge submarí
- 39 - En Gadget al Pol Nord
- 40 - Sa majestat en Gadget
- 41 - El creuer pirata
- 42 - L'escola del MAD
- 43 - En Gadget a Malàisia
- 44 - El trèvol de quatre fulles
- 45 - Príncep de gitanos
- 46 - El vell de la muntanya
- 47 - L'ànec maragda
- 48 - La indústria lletera
- 49 - En Gadget a Grècia
- 50 - Canvi d'altitud
- 51 - En Gadget i els falsificadors
- 52 - Una missió d'alta volada
- 53 - La sequera
- 54 - El refredat d'en Gadget
- 55 - Intercanvi d'ostatges
- 56 - El clima del Tibet
- 57 - En Gadget i els druides
- 58 - En Gadget i les serps
- 59 - En Gadget a París
- 60 - En Gadget i els llenyataires
- 61 - En Gadget a Istanbul
- 62 - Estava escrit
- 63 - Crack, el gos meravelles
- 64 - L'escola de carteristes
- 65 - El concurs de la televisió

### Segona temporada
- 66 - El màgic Gadget
- 67 - La sessió d'espiritisme dels Walbini
- 68 - Les prediccions del gran Walbini
- 69 - Arriba en Capeman
- 70 - L'aniversari del MAD
- 71 - Els gadgets d'en Gadget
- 72 - Minienemics
- 73 - L'increïble minvant
- 74 - Gadget i en Bregat
- 75 - Els caçafantasmes
- 76 - Senyal d'ocupat
- 77 - Malsons
- 78 - Enfoqueu en Gadget
- 79 - En MAD a la lluna
- 80 - En Gadget en nombres vermells
- 81 - En Gadget troglodita
- 82 - La roma d'en Gadget
- 83 - En Gadget escura-xemeneies
- 84 - En Gadget coneix el padrí
- 85 - En Gadget i el professor gloriós
- 86 - En Gadget i la rosa vermella